# Spencer Pumpelly

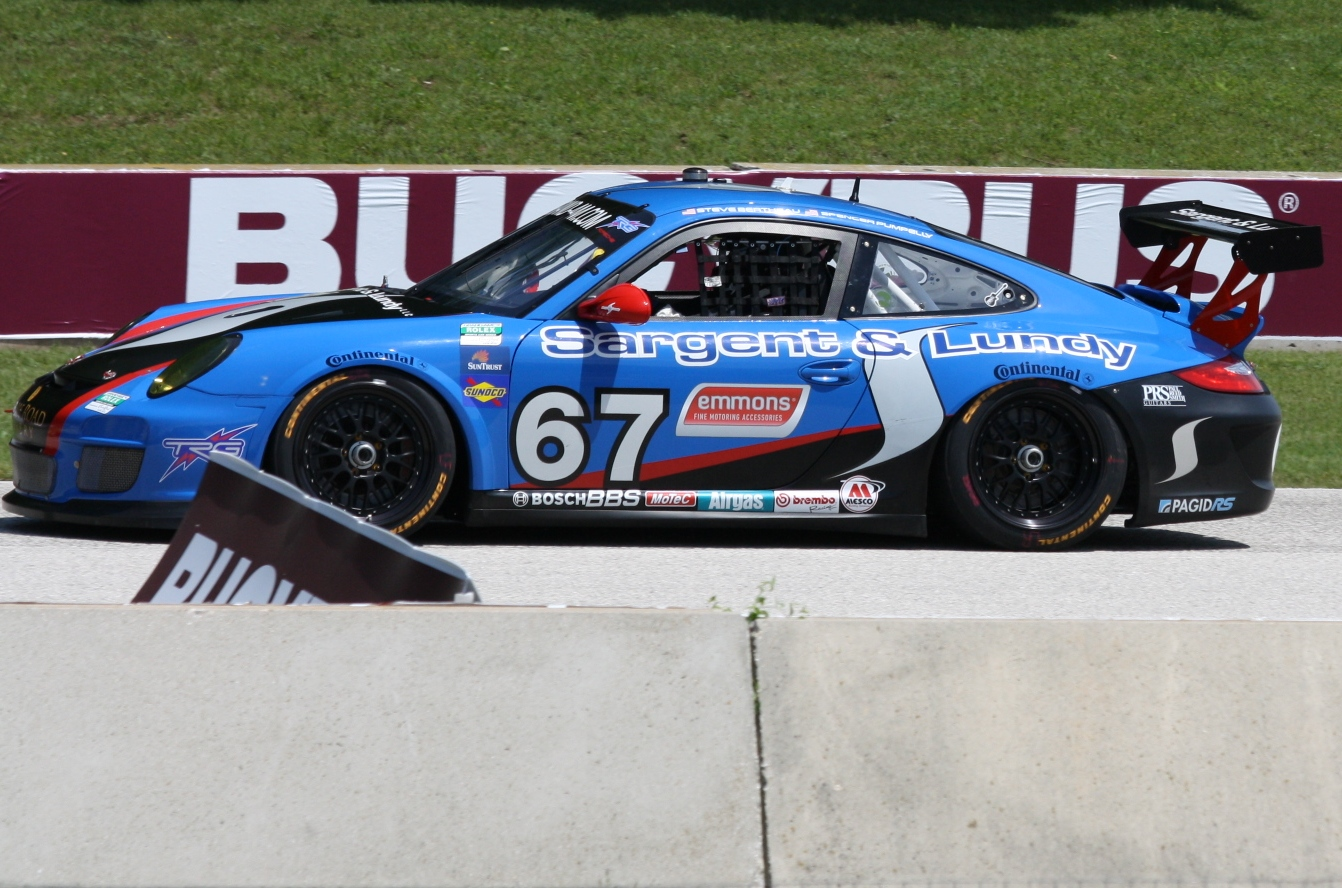
Der Porsche 997 GT3 Cup von Steven Bertheau und Spencer Pumpelly beim 2-Stunden-Rennen von Road America 2011

Spencer Reed Pumpelly (* 28. Dezember 1974 in Mason Neck) ist ein US-amerikanischer Autorennfahrer.

## Karriere als Rennfahrer
Spencer Pumpelly ist seit den späten 1990er-Jahren im US-amerikanischen GT- und Sportwagensport aktiv. In den frühen 2000er-Jahren war er regelmäßiger Starter in den GT-Klassen der American Le Mans Series und der Grand-Am Sports Car Series. 2011 und 2013 wurde er Gesamtzweiter sowie 2012 Gesamtdritter der GTC-Klasse der American Le Mans Series.
Bis zur Mitte der Saison 2018 war Spence Pumpelly bei 205 Rennen am Start. Er feierte einen Gesamt- und 18 Klassensiege. Viermal bestritt er das 24-Stunden-Rennen von Le Mans und zehnmal das 12-Stunden-Rennen von Sebring. In Le Mans waren seine besten Platzierungen im Schlussklassement die 27. Ränge 2012 und 2014. In Sebring was es der 17. Rang 2005.

## Statistik

### Le-Mans-Ergebnisse
| Jahr | Team                      | Fahrzeug               | Teamkollege         | Teamkollege  | Platzierung | Ausfallgrund |
| ---- | ------------------------- | ---------------------- | ------------------- | ------------ | ----------- | ------------ |
| 2011 | Flying Lizard Motorsports | Porsche 997 GT3 RSR    | Darren Law          | Seth Neiman  | Ausfall     | Unfall       |
| 2012 | Flying Lizard Motorsports | Porsche 997 GT3 RSR    | Patrick Pilet       | Seth Neiman  | Rang 27     |              |
| 2014 | JMW Motorsport            | Ferrari 458 Italia GT2 | Abdulaziz Al Faisal | Seth Neiman  | Rang 27     |              |
| 2018 | Proton Competition        | Porsche 911 RSR        | Tim Pappas          | Patrick Long | Rang 29     |              |

### Sebring-Ergebnisse
| Jahr | Team                      | Fahrzeug                         | Teamkollege       | Teamkollege         | Teamkollege      | Platzierung | Ausfallgrund |
| ---- | ------------------------- | -------------------------------- | ----------------- | ------------------- | ---------------- | ----------- | ------------ |
| 2003 | ZIP Racing                | Porsche 911 GT3-RS               | Andy Lally        | Steven Ivankovich   |                  | Rang 23     |              |
| 2005 | ZIP Racing                | Porsche 911 GT3-RSR              | Andy Lally        | Steven Ivankovich   |                  | Rang 17     |              |
| 2006 | J3 Racing                 | Porsche 996 GT3-RS               | Mark Patterson    | Jep Thornton        |                  | Ausfall     | Motorschaden |
| 2011 | TRG                       | Porsche 997 GT3 Cup              | Duncan Ende       | Alain Li            |                  | Rang 22     |              |
| 2012 | TRG                       | Porsche 997 GT3 Cup              | Emilio Di Guida   | Marc Bunting        |                  | Rang 37     |              |
| 2013 | Flying Lizard Motorsports | Porsche 997 GT3 Cup              | Nelson Canache    | Brian Wong          |                  | Rang 25     |              |
| 2014 | Flying Lizard Motorsports | Audi R8 LMS ultra                | Nelson Canache    | Markus Winkelhock   | Alessandro Latif | Rang 33     |              |
| 2015 | Park Place Motorsports    | Porsche 911 GT America           | Patrick Lindsey   | Jim Norman          |                  | Ausfall     | Defekt       |
| 2016 | Change Racing             | Lamborghini Huracán GT3          | Corey Lewis       | Al Carter           |                  | Rang 32     |              |
| 2017 | Alegra Motorsports        | Porsche 911 GT3 R                | Carlos de Quesada | Michael Christensen | Daniel Morad     | Rang 25     |              |
| 2019 | Magnus Racing             | Lamborghini Huracán GT3          | Andy Lally        | John Potter         |                  | Rang 20     |              |
| 2020 | GRT Magnus                | Lamborghini Huracán GT3          | Andy Lally        | John Potter         |                  | Rang 24     |              |
| 2021 | Magnus with Archangel     | Acura NSX GT3                    | Andy Lally        | John Potter         |                  | Rang 21     |              |
| 2022 | Magnus Racing             | Aston Martin Vantage AMR GT3     | Andy Lally        | John Potter         |                  | Rang 28     |              |
| 2023 | Magnus Racing             | Aston Martin Vantage AMR GT3     | Andy Lally        | John Potter         |                  | Rang 30     |              |
| 2024 | Magnus Racing             | Aston Martin Vantage AMR GT3 Evo | Andy Lally        | John Potter         |                  | Rang 38     |              |